# Tavèrnoles
Tavèrnoles és un municipi de la comarca d'Osona, i està situat al centre-est de la regió de l'Alt Ter. Està format per les antigues parròquies de Sant Pere i Savassona. Fa la divisòria entre ambdues entitats la serra que va dels Munts, a Masgrau, al castell de Savassona i al turó de Sant Feliuet, des d'on baixa a tocar la punta d'una gran marrada del Ter, a la Passarella.
El topònim està documentat al segle x com Tavernulas, provinent del llatí tabernulas, «petites tavernes» en referència a les parades en la via romana d'Ausa a Bàrcino coneguda com a Strata Francisca. En els fogatges dels segles xv i xvi consta Tavèrnoles en la vegueria de Vic. En els primers censos del segle xix es va registrar com Tabérnolas. El 1933 es va recuperar el nom tradicional, canvi anul·lat el 1939 durant el franquisme fins al 1983.

## Geografia
- Llista de topònims de Tavèrnoles (Orografia: muntanyes, serres, collades, indrets..; hidrografia: rius, fonts...; edificis: cases, masies, esglésies, etc).

Tota la part de llevant d'aquesta demarcació o sector de Savassona forma part de les Guilleries, on es descriu; aquí, per tant, només es descriu el sector de Tavèrnoles pròpiament dit. Aquest comprèn un terç, aproximadament, de la demarcació municipal, que té en total 18,77 km, però és el sector o es troba el 90 % de la seva població, que, tanmateix, arriba als 315 (2013) habitants.
El terme forma, per aquesta part, com un ample corredor que va des de la carretera de Vic a Roda de Ter, o antiga Strata Francisca i després camí ral, fins als peus de la serra de Savassona, i és travessat d'oest a est per la carretera que mena al Parador de Turisme de Vic-Sau.
La parròquia o petit nucli del poble de Tavèrnoles es troba al pendent de ponent de la serra de Savassona, abans de la pujada cap al castell, a 537 m d'altitud. És format per mitja dotzena de cases velles i un allotjament rural, Can Janot, i algunes cases modernes o d'estiueig. La seva història és vinculada a la demarcació senyorial del castell de Savassona. Tavèrnoles en fou sempre el centre religiós més important, com ho revela el seu temple i el fet que Sant Pere de Savassona ha estat gairebé sempre una filial de Tavèrnoles. Altres llocs d'interès són el Casal de Vilamuntà, l'ermita de Sant Feliu de Savassona, l'església de Santa Margarida d'Ardola o l'església de Sant Pere de Savassona.
| 1497 f | 1515 f | 1553 f | 1717 | 1787 | 1857 | 1877 | 1887 | 1900 | 1910 |
| ------ | ------ | ------ | ---- | ---- | ---- | ---- | ---- | ---- | ---- |
| 21     | 21     | 19     | 125  | 155  | 402  | 305  | 306  | 284  | 291  |

| 1920 | 1930 | 1940 | 1950 | 1960 | 1970 | 1981 | 1990 | 1992 | 1994 |
| ---- | ---- | ---- | ---- | ---- | ---- | ---- | ---- | ---- | ---- |
| 373  | 360  | 328  | 291  | 267  | 186  | 186  | 218  | 209  | 209  |

| 1996 | 1998 | 2000 | 2002 | 2004 | 2006 | 2008 | 2010 | 2012 | 2014 |
| ---- | ---- | ---- | ---- | ---- | ---- | ---- | ---- | ---- | ---- |
| 241  | 250  | 272  | 270  | 285  | 300  | 318  | 304  | 312  | 317  |

| 2016 | 2018 | 2020 | 2022 | 2024 | 2026 | 2028 | 2030 | 2032 | 2034 |
| ---- | ---- | ---- | ---- | ---- | ---- | ---- | ---- | ---- | ---- |
| 318  | 320  | 322  | 329  | 341  | -    | -    | -    | -    | -    |

## Història
Durant molts segles el terme fou conegut amb el nom de baronia de Savassona, fins que Tavèrnoles aconseguí d'imposar el seu nom, al principi del segle xix. La demarcació de Tavèrnoles, a l'inrevés que la de Savassona, és molt planera i apta per a l'agricultura; oscil·la entre els 470 i els 530 m d'altitud. La depressió de la riera de Tavèrnoles en trenca l'horitzontalitat a l'indret del Roquet i del Pendís, però té altres notables planures de conreu entre el Pujol i Can Xic.
L'església de Sant Esteve de Tavèrnoles és un dels monuments romànics més ben acabats de la Plana de Vic, per bé que la seva bellesa de línies és més externa. Com la majoria de les esglésies comarcanes, fou sobre-aixecada el 1728, se li afegiren altars laterals i fou transformada amb una nova portada al mur de ponent.
Una restauració intel·ligent li ha retornat l'aire romànic i ha ressaltat els detalls d'ornamentació llombarda, sobretot l'absis a la banda exterior de migdia, on s'obria la porta antiga i hi ha el campanar de torre, que sembla trasplantat de la regió pirinenca. Es va edificar entorn del 1070 per l'equip de mestres de cases que feu la majoria de les esglésies romàniques dels antics dominis de la vescomtal d'Osona-Cardona. Una acta apòcrifa pretén que l'església hauria estat consagrada el 1083. Ara apareix com una església d'una nau, amb dos arcs torals i un absis amb tres finestres de doble obertura. La banda nord conserva encara una capella lateral tardana, però la de la banda de migdia i la sagristia foren suprimides en el curs de la darrera restauració. Tot l'exterior del temple té, sota el ràfec de la teulada, un fris de finestretes cegues que a l'absis s'allotgen sota les arcuacions llombardes. El campanar és format per un llarg sòcol i dos pisos que pugen per damunt de la teulada de l'església, separats per frisos de dents de serra i emmarcats per tres arcuacions, dintre de les quals s'obren les finestres, partides per una columneta.
La parròquia de Tavèrnoles va comptar fins al 1937 amb la capella de Sant Jaume del Cós, erigida vers el 1091 i que fou feta volar durant la guerra civil; avui dia no se'n coneix gairebé ni rastre.

## Els masos
Els masos més tradicionals són els del Reguer, el Roquet, Can Serrabou, el Banús, el Cós, Can Torrents, Tanyà i la Rovira. Més tard es construïren nous masos, com el Pendís, Can Malgoig, el Munt, la Casanova, Can Toni Xic, etc.
El Banús és un mas que es destaca per la seva arquitectura i importància històrica. És un gran edifici rectangular, amb torrella central construït al segle xvii per mestres de cases gascons o francesos. Els propietaris conserven encara l'antic cognom Banús i la vella documentació, que comença al segle xi. Can Serrabou, envoltat d'un parc i de la seva masoveria, és un típic mas rectangular, amb coberta de dos vessants i galeries a la banda de migdia. Els seus estadants alternen la vida del mas amb una casa a la ciutat de Vic. És una de les edificacions clàssiques del segle xviii, i compta amb un ric arxiu familiar, on s'han integrat documents de molts altres masos, fusionats amb el patrimoni de Can Serrabou, com el mas Molist de Taradell o el mas Batlle de Breda.
El Reguer i Can Torrents han estat renovats en part, i apareixen com a grans casals residencials, envoltats de jardins i d'un clos tancat. Altres, en canvi, com el Roquet i el Cos, tenen estructures menys vistoses, però més evocadores de les velles masies tradicionals del país. És famosa la font del Roquet, pels seus voltants de densa vegetació i amb grans rocs despresos de la muntanya, un d'ells amb una espècie d'estrella gravat al damunt que recorda el còdols gravats de Savassona. També hi ha, prop de la font i de l'antic camí, un forn antic, excavat en part, i tots aquests verals són rics en troballes arqueològiques, que demostren l'antiguitat del seu poblament.
El petit puig cònic que hi ha sobre el mas del Pujol, al mateix límit municipal amb les Masies de Roda, acaba en unes pedres amb senyals d'encaixaments de bigues i capades de moro, que recorden la primitiva fortalesa del Purpirol, documentada pels volts de l'any 1000. És una fortalesa que defensaven la línia del Ter, juntament amb Casserres, Savellana i l'Esquerda de Roda.